# Nitibe (Verwaltungsamt)
| \| Nitibe \| |
| Nitibe       |

| Nitibe |

Nitibe (Nítibe) ist ein osttimoresisches Verwaltungsamt (portugiesisch Posto Administrativo) in der Sonderverwaltungsregion Oe-Cusse Ambeno. Hauptort ist Citrana.

## Geographie

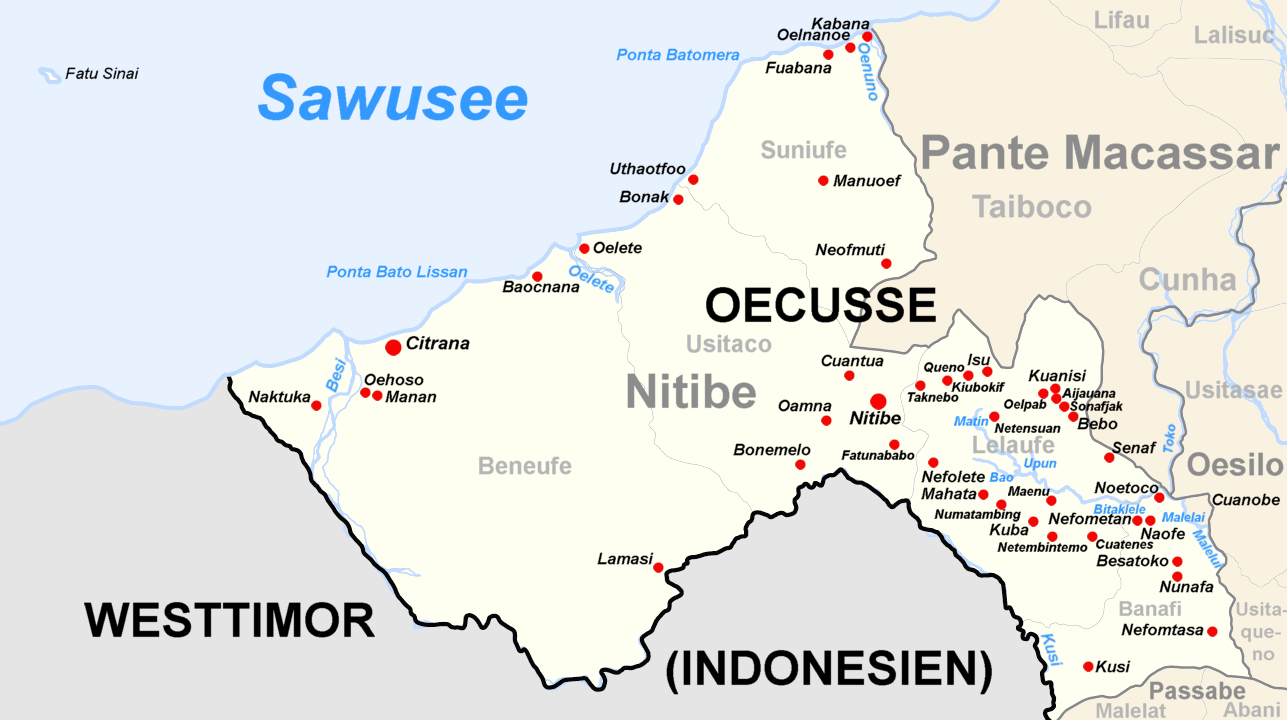
Der Ort Nitibe liegt im Zentrum des Verwaltungsamts

Bis 2014 wurden die Verwaltungsämter noch als Subdistrikte bezeichnet. Vor der Gebietsreform 2015 hatte Nitibe eine Fläche von 301,72 km². Nun sind es 299,50 km².
Nitibe teilt sich in fünf Sucos: Banafi, Beneufe (Bene-Ufe, Bebe Ufe), Lelaufe (Lela Ufe), Suniufe (Suni Ufe) und Usitaco (Usi Taco) mit dem Ort Nitibe. Hauptort ist die Küstenstadt Citrana im Suco Beneufe. Höchster Berg ist mit 1171 m der Manoleu, im Zentrum von Beneufe. Fünf Kilometer vor der Küste des Verwaltungsamts Nitibes bei Citrana liegt die Insel Fatu Sinai (Batek), deren Besitz zwischen Indonesien und Osttimor ebenso umstritten ist, wie das Gebiet um Naktuka, das sogenannte Citrana-Dreieck.

Klimadaten
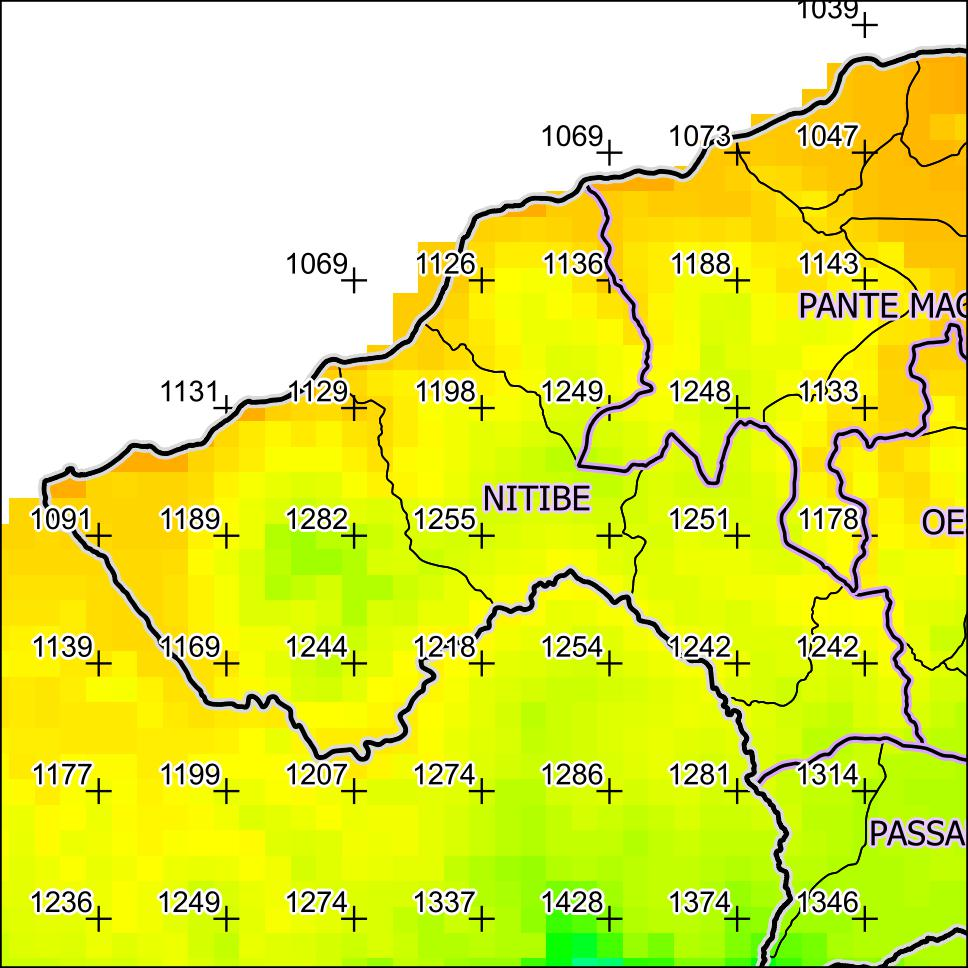
Jährliche Niederschlagsmenge (2000)
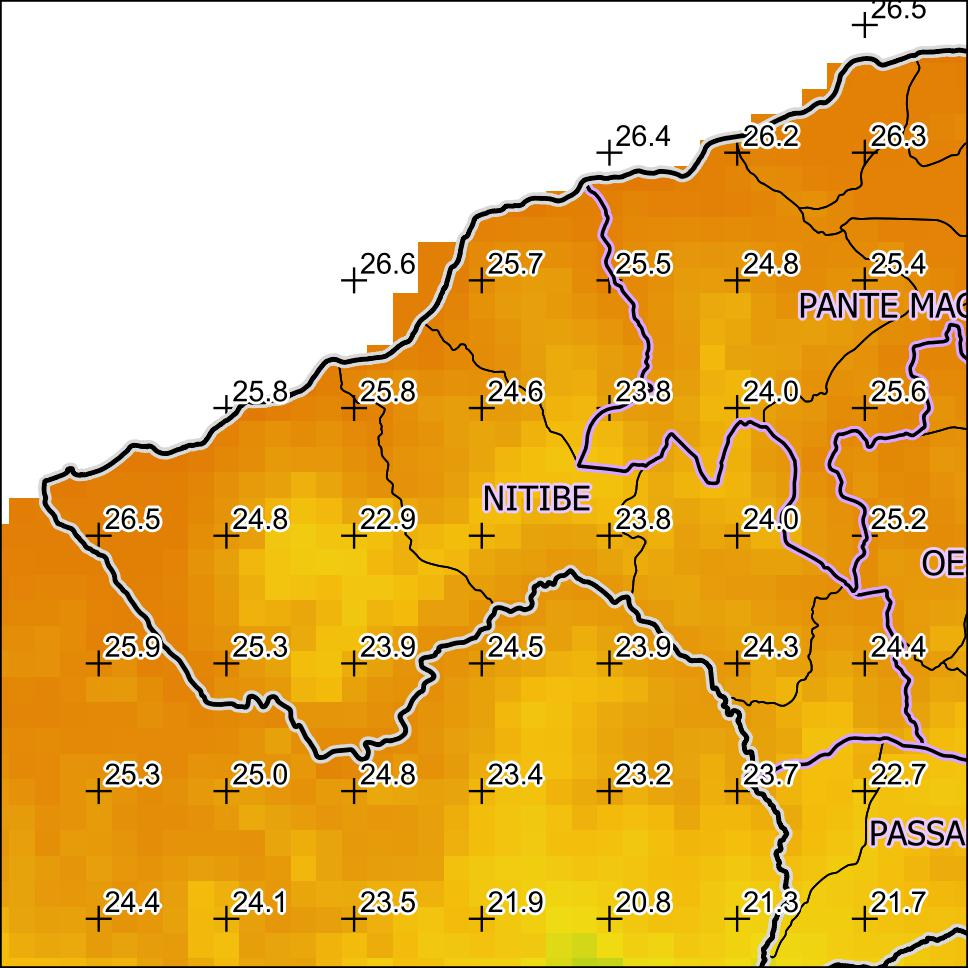
Jahresdurchschnitts-temperatur (2000)

## Einwohner

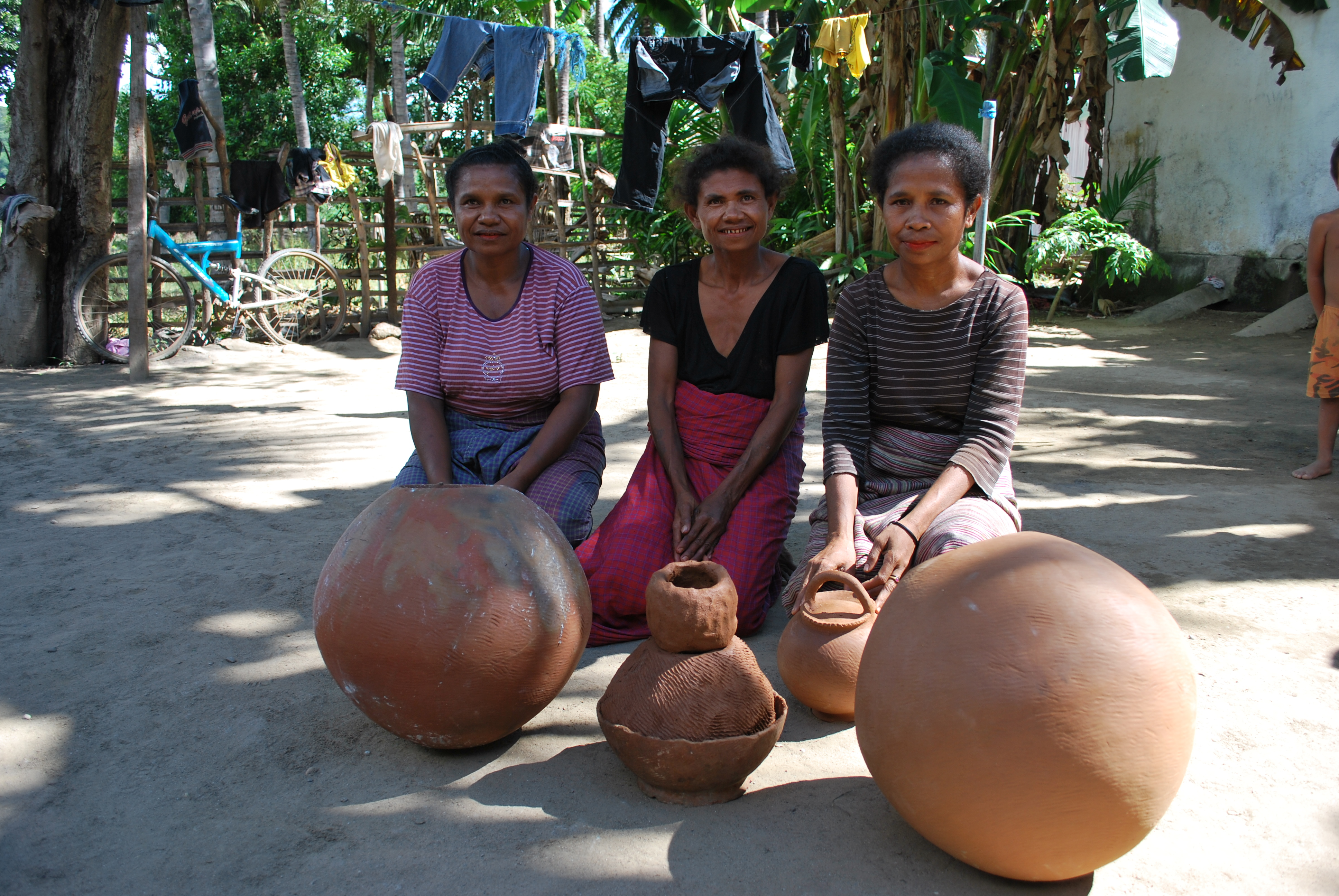
Einwohner von Taknebo

Nitibe hat 13.496 Einwohner (2022), davon sind 6.854 Männer und 6.642 Frauen. Im Verwaltungsamt gibt es 2.928 Haushalte. Die größte Sprachgruppe bilden die Sprecher des Atoni-Dialekts der Nationalsprache Baikeno. Der Altersdurchschnitt beträgt 18,0 Jahre (2010, 2004: 18,8 Jahre).

## Geschichte
Im September 2009 fuhr eine Gruppe von indonesischen Soldaten in das osttimoresische Dorf Naktuka (Suco Beneufe) und begann Fotos von neu errichteten Gebäuden zu machen. Sie wurden von den Einwohnern kurzerhand rausgeworfen und über die Grenze zurückgeschickt. Am 26. Mai 2010 drangen 28 bewaffnete Soldaten der Streitkräfte Indonesiens in Beneufe ein und setzten in Naktuka ihre Flagge, einen Kilometer von der Grenze entfernt. Am 29. Mai 2010 zerstörten sie die beiden Häuser zweier sozialen Einrichtungen im Suco. Am 24. Juni drang erneut eine bewaffnete Einheit der indonesischen Armee einen Kilometer in das Gebiet von Naktuka ein, zog sich aber zurück, als sie auf eine Einheit der osttimoresischen Grenzpolizei traf. Einwohner sehen einen Zusammenhang mit der unklaren Grenzziehung zwischen den Ländern. Dies war der schwerste Vorfall zwischen den beiden Ländern seit der Unabhängigkeit Osttimors 2002. Am 4. März 2011 verletzten indonesische Soldaten erneut die Grenze und vertrieben Einwohner vom umstrittenen Landstreifen. Am 28. Oktober 2011 schossen indonesische Soldaten auf Osttimoresen, die die Grenze illegal mit einem Wagen überquert hatten.

## Politik
Nach den Wahlen 2004/2005 wurde Miguel Busan von der Landesregierung Osttimors zum Administrator des damaligen Subdistrikts ernannt. 2014 war Eurico C. Bobo Administrator, 2024 Teodoro Sila.

## Wirtschaft
68 % der Haushalte in Nitibe verfügen über Kokospalmen, 69 % bauen Maniok an, 76 % Reis, ebenso viele Mais, 68 % Gemüse und 14 % Kaffee.